# Wavellite
La wavellite, est une espèce minérale composée de phosphate d'aluminium hydraté de formule chimique Al3(PO4)2(OH)3•5H2O. Ses cristaux aciculaires forment des agrégats sphérulitiques fibroradiés.
Ce minéral a été nommé en l'honneur du médecin britannique William Wavell qui le découvrit en 1805 dans une carrière du Devon (Angleterre).

## Synonymie
- Zépharovichite
- Le terme wavellite (Dewey 1820) a un temps désigné la gibbsite[2].

## Gisements
Les principaux gisements se trouvent au Brésil, en Bolivie, en Angleterre et aux États-Unis dans l'Arkansas, le Colorado et la Pennsylvanie.
En France, la wavellite est présente à Montebras dans la Creuse et à la Floqueie près de Pannecé